# Marianne Breslauer
Pour les articles homonymes, voir Breslauer.
Marianne Breslauer, née le 20 novembre 1909 à Berlin et décédée le 7 février 2001 à Zurich, est une photographe professionnelle allemande.

## Biographie
Marianne Breslauer est la fille de l'architecte Alfred Breslauer et Dorothea Lessing, elle-même fille de l'historien de l'art Julius Lessing. Elle découvre la photographie, dans les années 1920, à Berlin lors d'une exposition de Frieda Gertrud Riess (en). Elle étudie la photographie, puis se lance en tant que photographe professionnelle en 1927. 
Ses premiers clichés sont ceux qu'elle réalise dans la rue, en se promenant, elle photographie les passants et l'architecture. Son style se rapproche alors de celui d'André Kertész qu'elle admire.
Marianne Breslauer part pour Paris en 1929, elle déclare à ce sujet : « J'y avais l'esprit libre, je pouvais me consacrer pleinement à ce qui m'intéressait. ». Elle y veut devenir l'élève de Man Ray qui refuse. Elle rencontre cependant tout son cercle de connaissances, et il n'aura de cesse de l'encourager à travailler seule sa technique. Elle photographie la ville dans son quotidien, loin de l'image de carte postale, ses cadrages rappellent alors ceux de la Nouvelle Vision. 
Encouragée par Man Ray, elle continue de se former et rentre en Allemagne l'année suivante. Elle débute comme photojournaliste au studio Ullstein, elle explique que c'est là qu'elle apprend avec précision les procédés de développement de la photographie.
En 1930 elle est phographiée par Erwin Blumenfeld.
L'agence Academia l'envoie, en 1933, réaliser un travail photographique en Espagne en compagnie de l'écrivaine suisse Annemarie Schwarzenbach. C'est à cette période qu'elle perfectionne sa technique du portrait. Elle fait plusieurs clichés de la célèbre écrivaine suisse, connue pour ses prises de position antifascistes, ses fréquentations féminines et son goût pour les drogues notamment. Marianne Breslauer décrit son amie comme : « Ni une femme, ni un homme, mais un ange, un archange… ». Les deux femmes auraient été ensemble pendant plusieurs années. L'artiste est aussi très intéressée par le courant de la New Woman, elle photographie des femmes émancipées, telles que Ruth von Morgen, Maud Thyssen ou Jeanne Remarque.
De retour à Paris en 1932, elle réalise de nombreux portraits de personnes illustres, dont ceux d’Alfred Barnes, d’Ambroise Vollard et de Pablo Picasso. Elle quitte le photo-journalisme pour les domaines de la mode, la publicités et les portraits. 
En 1936, fuyant le nazisme, elle émigre d'abord à Amsterdam, elle y épouse le marchand d'art Walter Feilchenfeldt, puis s’installe définitivement à Zurich, en 1939. Elle arrête la photographie, elle explique : « Si j'avais continué à travailler dans le domaine, je serais passée au film. J'en avais fini avec la photographie. ». Elle se met donc à diriger une galerie d’art,.

## Reconnaissance
Les droits de ses images sont gérés par le Fotostiftung Schweiz, Fondation suisse pour la photographie.
La première grande rétrospective à son nom à lieu à Zurich en 2010.
En 2013, la création d'une allée Marianne-Breslauer est décidée dans le 15e arrondissement de Paris.

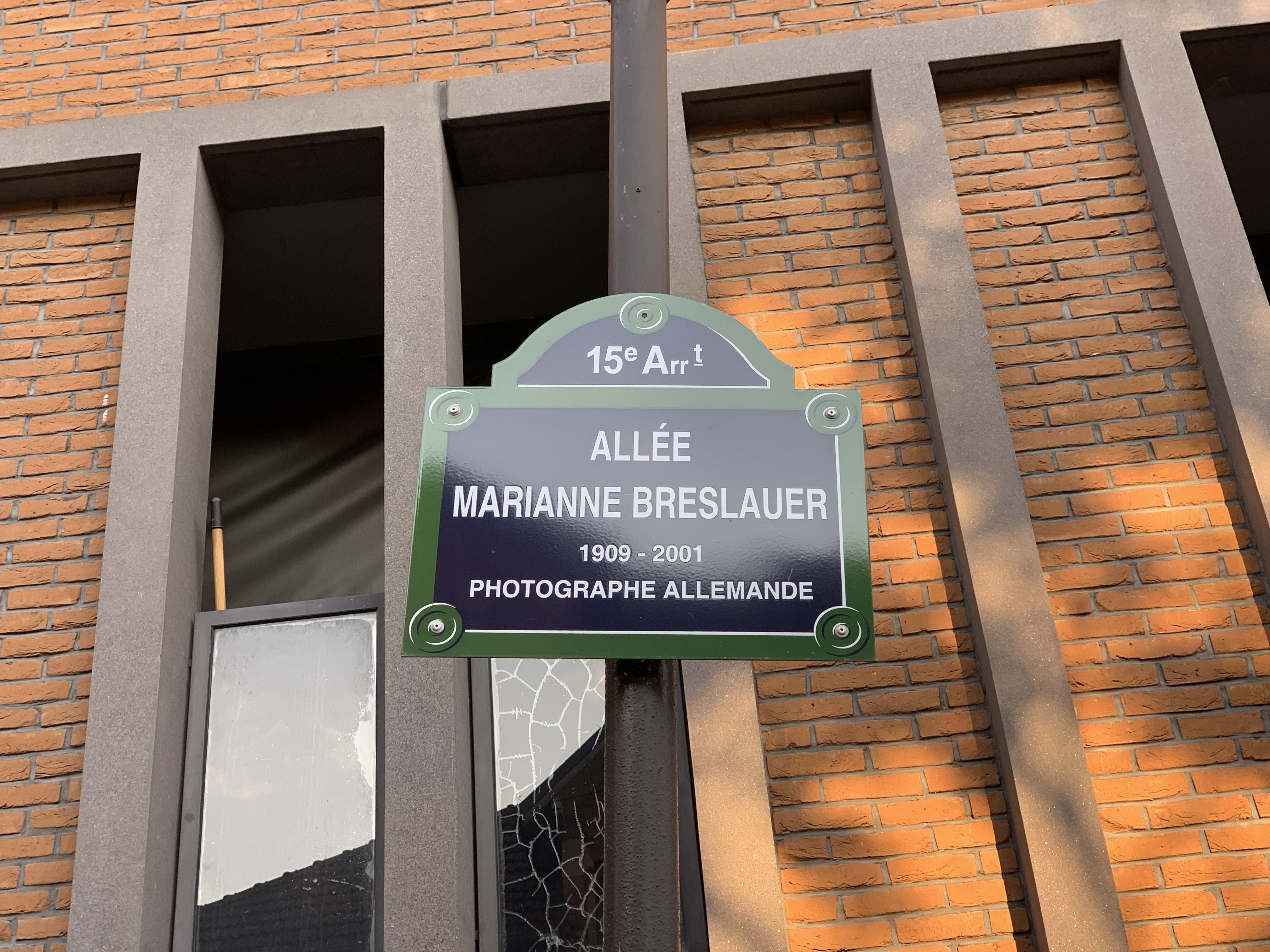
Paris XV°, hommage à Marianne Breslauer

## Expositions personnelles
- Photographies 1927-1934, Fotostiftung Schweiz, Fondation suisse pour la photographie, 1982[10]
- Photographies 1927-1937, Berlinische Gallery, Berlin, 1989[10]
- Marianne Breslauer - Photographies, rétrospective, Fotostiftung Schweiz, Fondation suisse pour la photographie, 2010[10]

## Expositions collectives
- Film und Foto, Stuttgart, 1929
- Hôtel de Sully, Galerie nationale du Jeu de Paume, Paris, 2009
- Voici Paris, musée national d'Art moderne, Centre Georges-Pompidou, Paris, 2012-2013[11]

## Publications
- (de) Marianne Breslauer, Bilder meines Lebens : Erinnerungen, Wädenswil, Nimbus Kunst und Bücher, 2009, 231 p. (ISBN 978-3-907142-03-5)
- (de) Unda Hörner, Madame Man Ray : Fotografinnen der Avantgarde in Paris, Berlin, Edition Ebersbach, 2002, 207 p. (ISBN 3-934703-36-4)
- (de) Jutta Dick et Marina Sassen, Jüdische Frauen im 19. und 20. Jahrhundert : Lexikon zu Leben und Werk, Reinbek bei Hamburg, Rowohlt, 1993 (ISBN 3-499-16344-6)